# Lílian Maruyama
Lílian Maruyama (São Paulo) é uma redatora, ilustradora e colorista brasileira de história em quadrinhos. Início a carreira em meados da década de 1990, ilustrando quadrinhos em estilo mangá pra satírica revista Hyper Comix, publicada pela Editora Magnum, a mesma da revista informativa Animax, logo em seguida passou a colaborar como redatora nas revistas Anime>Do da Editora Escala, Herói e Herói Mangá da Conrad Editora.

Em 2001, ganhou o Troféu HQ Mix na categoria "melhor colorista" por seu trabalho na minissérie Combo Rangers Revolution, publicado no ano anterior pela editora JBC.